# Mycerinopsis tonkinea
Mycerinopsis tonkinea är en skalbaggsart som först beskrevs av Maurice Pic 1926.  Mycerinopsis tonkinea ingår i släktet Mycerinopsis och familjen långhorningar. Inga underarter finns listade i Catalogue of Life.